# Đỉa trâu
Đỉa trâu (danh pháp hai phần: Hirudinaria manillensis) là một loài đỉa thuộc ngành Giun đốt (Annelida), lớp Đỉa (Hirudinea, hay còn gọi là lớp giun không tơ achaeta) và là sinh vật sống ngoại ký sinh, nguồn thức ăn chính là máu của các loài động vật thuộc nhóm động vật có xương sống.

## Đặc điểm
Đỉa trâu có môi trường sống ở các đầm lầy, ao hồ, nơi vùng trũng có nhiều trâu bò hay động vật có máu nóng, loại đỉa này cũng thường sống ký sinh trên rau sống. Đỉa trâu sống ký sinh, sinh sản phát triển ngay trong cơ thể động vật và có sức sống khá mãnh liệt trong nhiều môi trường.
Đỉa trâu là loại sinh vật hút máu động vật và người rất đáng sợ, lượng máu hút của đỉa trâu lớn và khi hút máu xong có thể để lại sẹo trên da người. Nếu ấu trùng đỉa trâu lọt vào cơ thể động vật và người, nó có thể sinh sống và phát triển. Đỉa trâu khi bám vào sinh vật chủ, răng sẽ cứa vào da làm chảy máu vật chủ, nhờ có chất hirudin có hoạt tính gây tê cục bộ và chống đông máu tiết ra từ tuyến đơn bào trên thành hầu làm máu vật chủ không bị đông và đỉa rời vật chủ khi đã hút no máu. Sinh vật chủ khi bị đỉa cắn sẽ khó nhận biết và vị trí bị cắn khó cầm máu.
Trong y học hiện đại, một số nghiên cứu đang có xu hướng ly trích và sử dụng hoạt chất hirudin để sản xuất thuốc điều trị các bệnh về tim mạch, tắc nghẽn mạch máu, xơ vữa động mạch...

## Ở Việt Nam

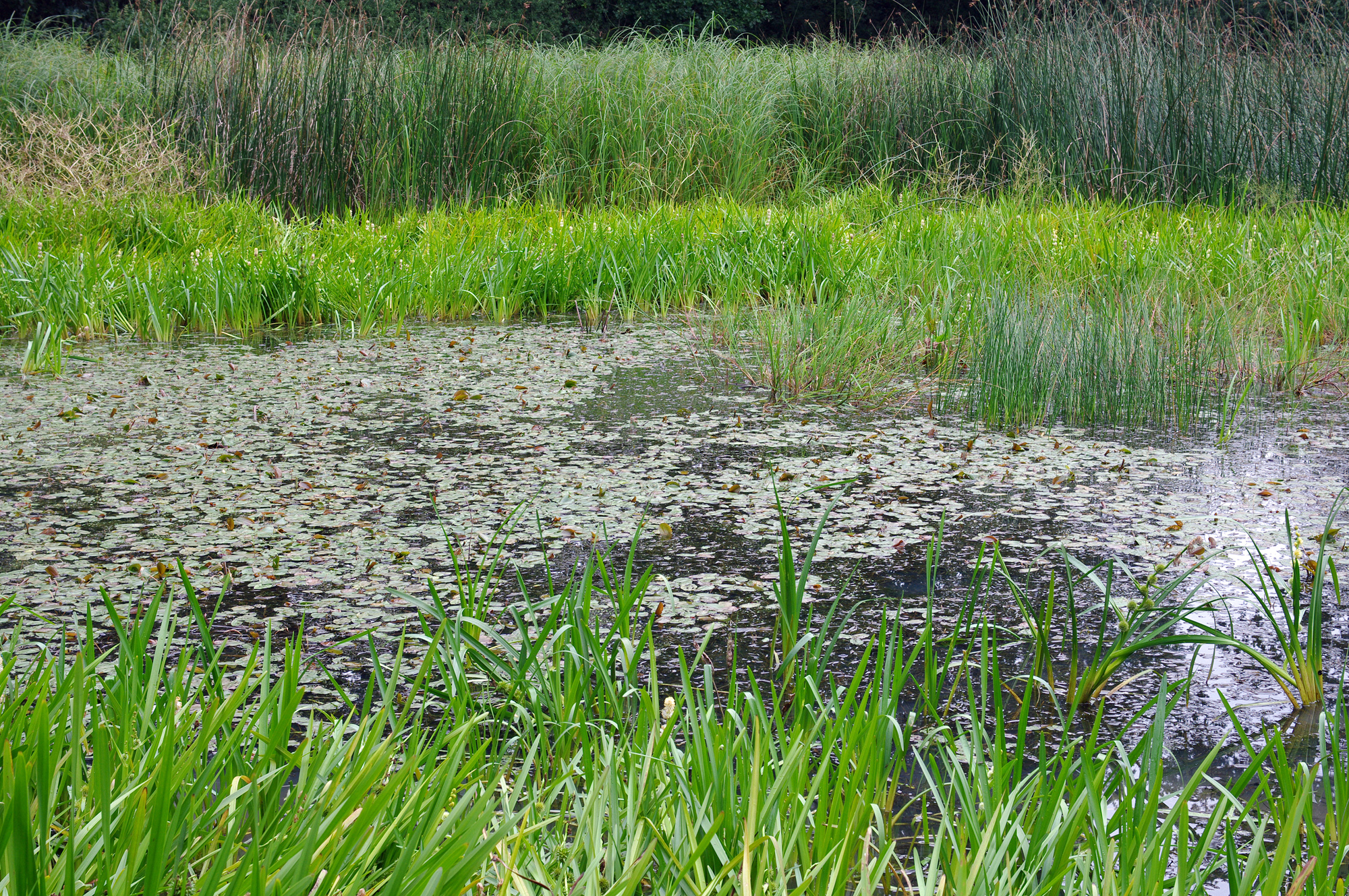
Đầm lầy là môi trường sống của đỉa trâu

Loài đỉa này có phân bố ở Việt Nam, hiện nay nhiều hộ dân ở Việt Nam nuôi loại đỉa này để bán sang Trung Quốc, mỗi ký đỉa trâu được các chủ vựa mua khắp nơi từ 80.000-150.000 đồng (năm 2011) rồi cấp đông chuyển qua Trung Quốc. Trong quá trình sơ chế đỉa, loài hút máu này mặc nhiên phát tán sinh sôi ngay giữa khu dân cư, trở thành nỗi ám ảnh của người dân địa phương. Có cảnh báo cho rằng đỉa là loài động vật không quý hiếm nhưng có những chức năng với hệ sinh thái đất. Việc bắt đỉa với số lượng lớn sẽ ảnh hưởng đến hệ sinh thái, đến các thực vật, động vật khác.
Từng có nhiều trường hợp ở Việt Nam, đỉa trâu ký sinh vào trong cơ thể, thậm chí đỉa trâu chui vào phổi, phế quản người qua con đường ăn uống và bệnh nhân phải nhập viện. Các bệnh do đỉa chui vào cơ thể thỉnh thoảng vẫn xuất hiện tại Việt Nam và các nước trên thế giới. Bệnh thường do người bệnh uống nước lã từ các nguồn nước thiên nhiên như khe suối, ao hồ. Đỉa chui vào miệng thường bám vào niêm mạc họng, xuống thanh quản, khí quản, thực quản, nhưng cũng có khi chui tận phế quản.

## Hình ảnh

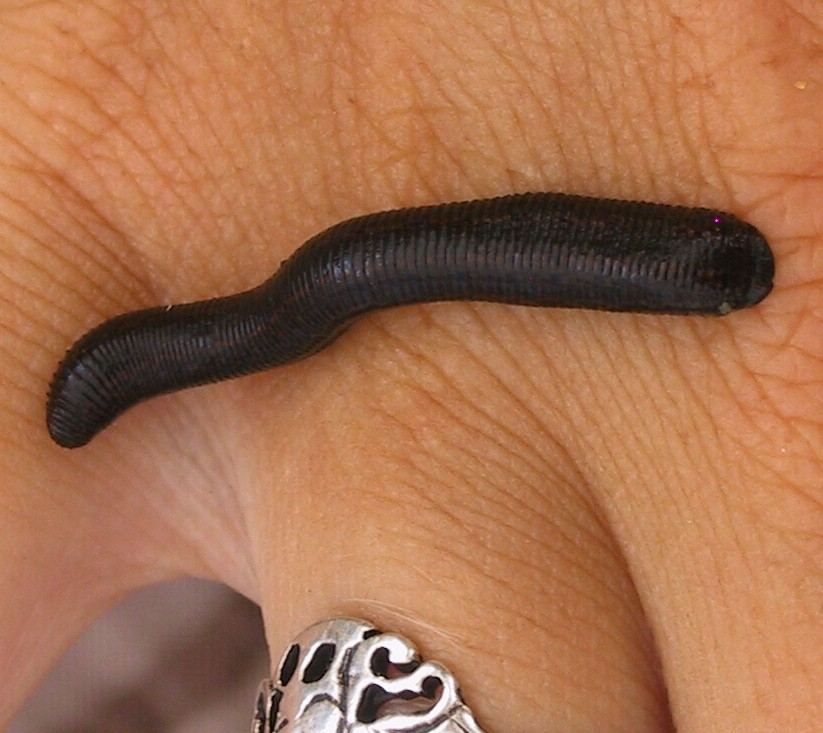
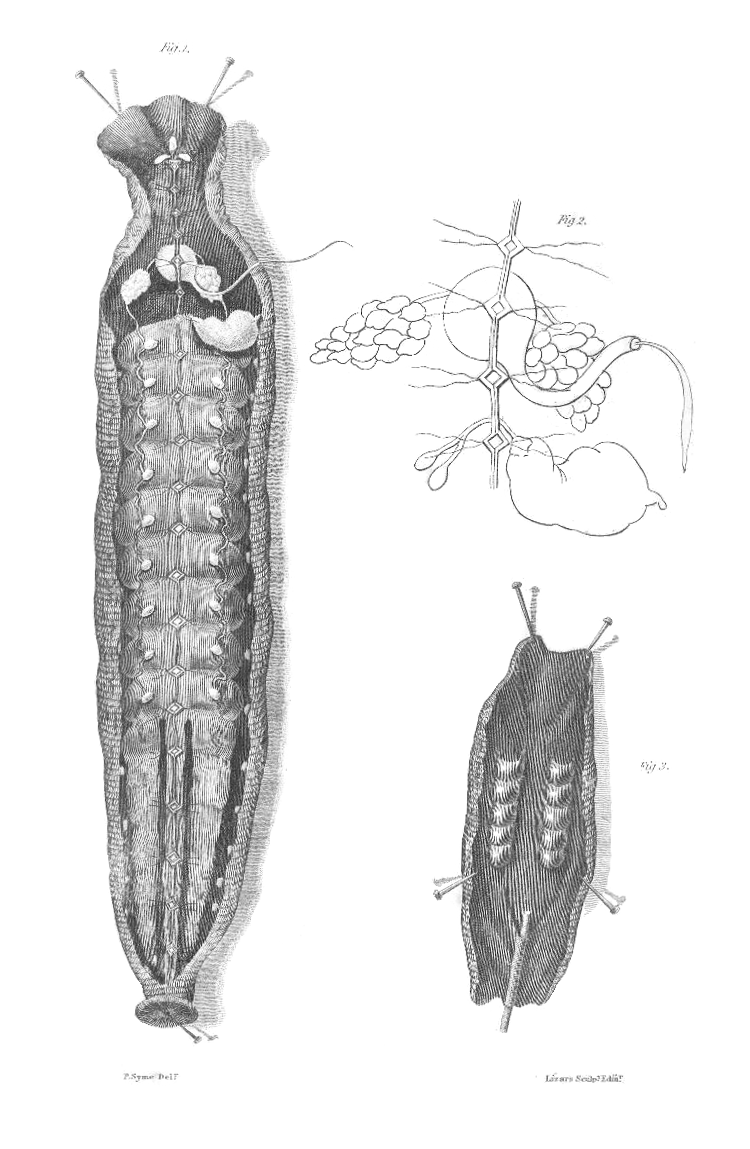
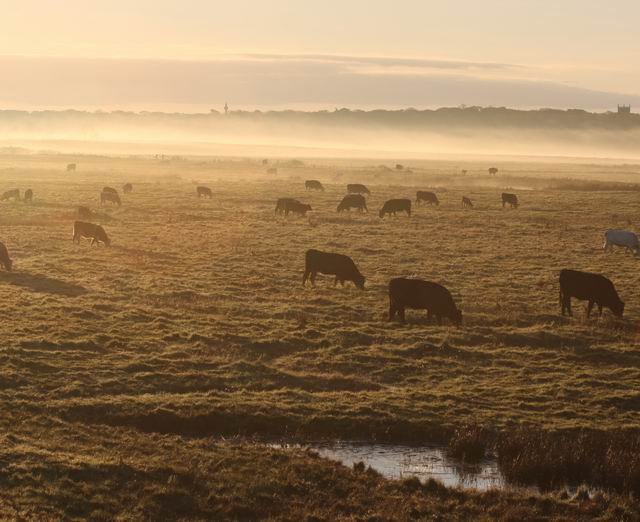
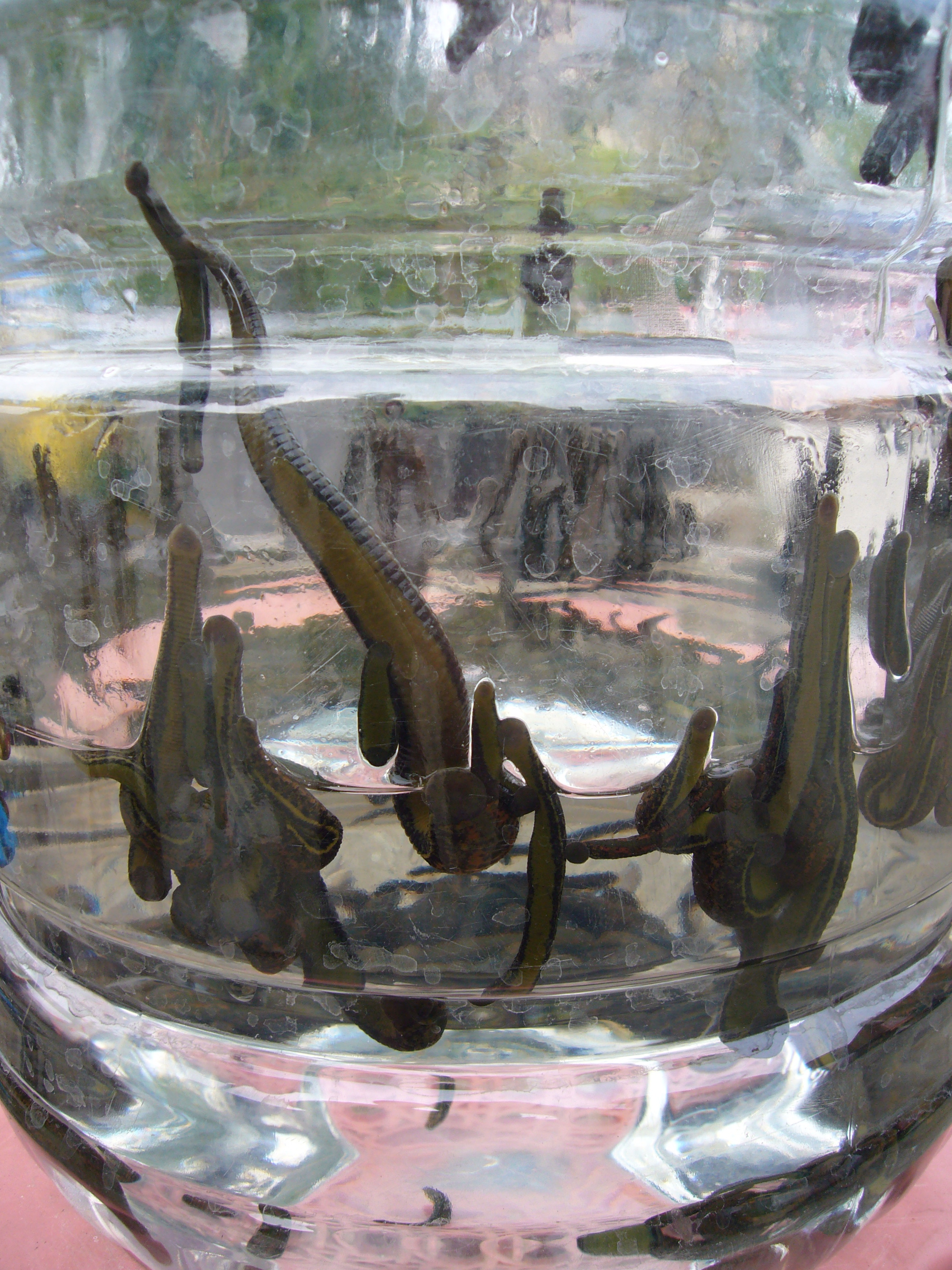